# Jack O’Callahan
John J. „Jack“ O’Callahan (* 24. Juli 1957 in Charlestown, Massachusetts) ist ein ehemaliger US-amerikanischer Eishockeyspieler, der in seiner aktiven Zeit von 1975 bis 1989 unter anderem für die Chicago Black Hawks und New Jersey Devils in der National Hockey League gespielt hat. Bei den Olympischen Winterspielen 1980 gewann er als Mitglied der US-amerikanischen Nationalmannschaft die Goldmedaille.

## Karriere
Jack O’Callahan begann seine Karriere als Eishockeyspieler an der Boston University, die er von 1975 bis 1979 besuchte, während er parallel für deren Eishockeymannschaft in der National Collegiate Athletic Association spielte. In den Jahren 1976 und 1977 gewann der Verteidiger mit seiner Mannschaft jeweils die Meisterschaft der ECAC Hockey. Er selbst wurde 1978 und 1979 in das erste All-Star Team der ECAC Hockey gewählt. Zudem gewann er mit der Boston University 1978 die NCAA-Meisterschaft, wobei er selbst in das erste All-American Team der Eastern Conference der NCAA sowie beim Finalturnier zum wertvollsten Spieler und in das All-Tournament Team gewählt wurde. Während dieser Zeit lief der Verteidiger außerdem zeitweise als Mannschaftskapitän der Boston University Terriers aufs Eis. Die Saison 1979/80 verbrachte er beim Team USA während dessen Olympiavorbereitung.
Bereits während seiner Zeit an der Boston University war O’Callahan im NHL Amateur Draft 1977 in der sechsten Runde als insgesamt 96. Spieler von den Chicago Black Hawks sowie im WHA Amateur Draft 1977 in der achten Runde als insgesamt 68. Spieler von den Calgary Cowboys ausgewählt worden. Da die WHA in der Zwischenzeit aufgelöst worden war, schloss er sich dem Franchise der Black Hawks an, für deren Farmteam New Brunswick Hawks er von 1980 bis 1982 in der American Hockey League spielte. In der Saison 1981/82 gewann er mit seiner Mannschaft den Calder Cup. In der Spielzeit 1982/83 war er sowohl fürs neue AHL-Farmteam Chicagos, die Springfield Indians, als auch bei den Black Hawks selbst in der National Hockey League aktiv, wobei er sich im Laufe der Spielzeit in Chicagos Mannschaft aus der National Hockey League durchsetzte, für die er bis 1987 auflief. O’Callahan, der am 10. Oktober 1982 in einer Partie gegen die Winnipeg Jets für die Chicago Black Hawks in der NHL debütiert hatte, wurde im Verlauf der folgenden Saison nach einem Stockschlag gegen Dave Maloney von den New York Rangers für acht NHL-Spiele gesperrt. In der Saison 1984/85 war der Verteidiger aufgrund einer Schulterverletzung für mehrere Partien spieluntauglich. In der Spielzeit 1985/86 bildete der US-Amerikaner ein Verteidigerduo mit Doug Wilson. Zuletzt spielte er von 1987 bis 1989 für das NHL-Team New Jersey Devils, die ihn zuvor im NHL Waiver Draft selektiert hatten, ehe er seine Karriere im Alter von 30 Jahren beendete.

### International
Für die USA nahm O’Callahan an den Weltmeisterschaften 1979 und 1989 teil. Zudem stand er im Aufgebot seines Landes bei den Olympischen Winterspielen 1980 in Lake Placid, bei denen er mit seiner Mannschaft die Goldmedaille gewann. 

## Erfolge und Auszeichnungen
| - 1976 Whitelaw-Cup-Gewinn mit der Boston University - 1977 Whitelaw-Cup-Gewinn mit der Boston University - 1978 ECAC First All-Star Team - 1978 NCAA-Division-I-Championship mit der Boston University - 1978 NCAA Championship All-Tournament Team | - 1978 NCAA Championship Tournament MVP - 1979 ECAC First All-Star Team - 1979 NCAA East First All-American Team - 1982 Calder-Cup-Gewinn mit den New Brunswick Hawks |

### International
- 1980 Goldmedaille bei den Olympischen Winterspielen

## Nach der Karriere
Nach Beendigung seiner professionellen Laufbahn als Eishockeyspieler wurde der US-Amerikaner im Finanzdienstleistungssektor an der Chicago Mercantile Exchange tätig. Er war ebenfalls einer der Mitbegründer von Beanpot Financial Services, unter anderem gemeinsam mit dem ehemaligen NHL-Akteur Jack Hughes.